# Tiếng bản xứ
Tiếng bản xứ, còn gọi bản ngữ, là ngôn ngữ hoặc phương ngữ của một nhóm dân cư nhất định, đặc biệt là khi phân biệt với một ngôn ngữ văn chương, quốc gia hoặc tiêu chuẩn, hay một lingua franca (ngôn ngữ cầu nối) được sử dụng tại khu vực hay quốc gia  mà nhóm dân cư đó sinh sống. Tiếng bản xứ thường là ngôn ngữ đầu tiên, thường được nói thay vì viết, và được xem là bậc dưới so với các dạng thức được chuẩn định hóa hơn. Một số nhà ngôn ngữ học coi "bản ngữ" đồng nghĩa với "phương ngữ phi tiêu chuẩn".

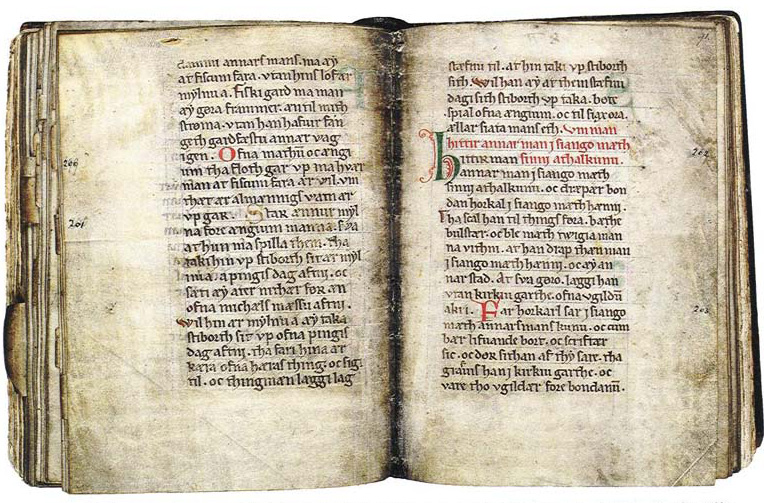
Thủ bản cổ nhất được biết đến bằng tiếng Scania, viết về tiếng Scania và Giáo luật.